# Saratoga (Wisconsin)
Saratoga es un pueblo ubicado en el condado de Wood en el estado estadounidense de Wisconsin. En el Censo de 2010 tenía una población de 5.142 habitantes y una densidad poblacional de 38,82 personas por km².

## Geografía
Saratoga se encuentra ubicado en las coordenadas 44°17′6″N 89°47′53″O / 44.28500, -89.79806. Según la Oficina del Censo de los Estados Unidos, Saratoga tiene una superficie total de 132.44 km², de la cual 127.94 km² corresponden a tierra firme y (3.4%) 4.5 km² es agua.

## Demografía
Según el censo de 2010, había 5.142 personas residiendo en Saratoga. La densidad de población era de 38,82 hab./km². De los 5.142 habitantes, Saratoga estaba compuesto por el 96.19% blancos, el 0.37% eran afroamericanos, el 0.86% eran amerindios, el 0.82% eran asiáticos, el 0% eran isleños del Pacífico, el 0.89% eran de otras razas y el 0.88% pertenecían a dos o más razas. Del total de la población el 2.04% eran hispanos o latinos de cualquier raza.